# Gonzalo Andrada
Gonzalo Sebastián Andrada Acosta, noto semplicemente come Gonzalo Andrada (Montevideo, 4 luglio 1997), è un calciatore uruguaiano, centrocampista dell'Atenas.

## Caratteristiche tecniche
È un mediano.

## Carriera
Cresciuto nel settore giovanile del Danubio, nel 2018 è stato acquistato dal Fénix. Mai utilizzato in prima squadra, l'anno seguente è passato al Progreso con cui ha debuttato fra i professionisti disputando l'incontro di Primera División Profesional vinto 4-3 contro il Rampla Juniors del 16 febbraio.